# Guvernoratul Qena
Guvernoratul Qena (în arabă قنا) este o unitate administrativă de gradul I, situată  în  partea centrală a Egiptului. Reședința sa este orașul Qena.